# Diogénien
Diogénien est un grammairien d'Héraclée du Pont qui aurait vécu au IIe siècle.

## Biographie
Il est contemporain d'Hadrien.
Son œuvre principale est un dictionnaire alphabétique de la langue grecque en cinq livres, Παντοδαπή λέςις. Il s'agit d'un épitomé d'un ensemble en 95 livres de Zopyrion et Pamphilos. Ce vaste traité était déjà abrégé en 30 livres par un certain Vestinos,.
Diogénien fut souvent utilisé dans la littérature. Il est notamment présent dans les scholies concernant Platon, Eschine, Callimaque et Nicandre. Il est cité par Jean le Lydien, l'Etymologicum magnum et Hésychius.
Il est aussi attribué à Diogénien un recueil de proverbes publié en 1612 à Anvers dans les Adagia sive proverbia Graecorum de Schott.

### Études spécialisées
- Mémoire de H. Weber paru en 1878.
- Cohn, « Diogenianus 4 », RE, V, 1, col. 778-782, 1903
- H. Gärtner, « Diogenianos 2 », KP, 2, col. 48-49, 1975

### Ouvrages généralistes
- Frédéric Schoell, Histoire de la littérature grecque profane, 1824, p. 339-340
- Dezobry et Bachelet, Dictionnaire de biographie, t. 1, Ch.Delagrave, 1876, p. 803
- Jean-Claude Boulanger, Les inventeurs de dictionnaires, 2003, p. 179